# لورنزو دل پرته
لورنزو دل پرته (ایتالیایی: Lorenzo Del Prete؛ زادهٔ ۱۲ ژانویهٔ ۱۹۸۶) بازیکن فوتبال اهل ایتالیا است.
از باشگاه‌هایی که در آن بازی کرده‌است می‌توان به باشگاه فوتبال کروتونه، باشگاه فوتبال یوونتوس، باشگاه فوتبال روبور سیه‌نا، باشگاه فوتبال فروزینونه، باشگاه فوتبال دلفینو پسکارا و باشگاه فوتبال پروجا اشاره کرد.